# Polynema porteri
Polynema porteri is een vliesvleugelig insect uit de familie Mymaridae. De wetenschappelijke naam is voor het eerst geldig gepubliceerd in 1917 door Brèthes.